# Caligo nubila
Caligo nubila är en fjärilsart som beskrevs av Hans Fruhstorfer 1907. Caligo nubila ingår i släktet Caligo och familjen praktfjärilar. Inga underarter finns listade i Catalogue of Life.